# Рокосово (Західнопоморське воєводство)
Рокосово (пол. Rokosowo) — село в Польщі, у гміні Славобоже Свідвинського повіту Західнопоморського воєводства.
Населення — 380 осіб (2011).

## Демографія
Демографічна структура станом на 31 березня 2011 року:
|          | Загалом | Допрацездатний вік | Працездатний вік | Постпрацездатний вік |
| -------- | ------- | ------------------ | ---------------- | -------------------- |
| Чоловіки | 197     | 49                 | 133              | 15                   |
| Жінки    | 183     | 36                 | 109              | 38                   |
| Разом    | 380     | 85                 | 242              | 53                   |